# Reedley
Reedley est une ville du comté de Fresno en Californie, aux États-Unis, d'une superficie de 5,16 milles carrés (13,36 kilomètres carrés).

## Démographie
| Groupe            | Reedley | Californie | États-Unis |
| ----------------- | ------- | ---------- | ---------- |
| Blancs            | 58,3    | 57,6       | 72,4       |
| Autres            | 32,5    | 17,4       | 6,4        |
| Métis             | 4,1     | 4,9        | 2,9        |
| Asiatiques        | 3,3     | 13,1       | 4,8        |
| Amérindiens       | 1,1     | 1,0        | 0,9        |
| Afro-Américains   | 0,7     | 6,2        | 12,6       |
| Total             | 100     | 100        | 100        |
|                   |         |            |            |
| Latino-Américains | 76,3    | 37,6       | 16,7       |

| 1920  | 1930  | 1940  | 1950  | 1960  | 1970  |
| ----- | ----- | ----- | ----- | ----- | ----- |
| 2 447 | 2 589 | 3 170 | 4 135 | 5 850 | 8 131 |

| 1980   | 1990   | 2000   | 2010   | - | - |
| ------ | ------ | ------ | ------ | - | - |
| 11 071 | 15 791 | 20 756 | 24 194 | - | - |

## Jumelages
Tongyeong (Corée du Sud)